# Parazanclodes
Parazanclodes é um gênero de mariposa pertencente à família Crambidae.